# Victor Terrazas
Victor Terrazas est un boxeur mexicain né le 11 février 1983 à Guadalajara.

## Carrière
Passé professionnel en 2003, il remporte le titre vacant de champion du monde des poids super-coqs WBC le 20 avril 2013 après sa victoire aux points contre son compatriote Cristian Mijares mais perd dès le combat suivant par arrêt de l’arbitre au 3e round face à son compatriote Leo Santa Cruz le 24 août 2013. Il met un terme à sa carrière sportive en 2019 sur un bilan de 38 victoires, 7 défaites et 2 matchs nuls.